# Pradoluengo
Pradoluengo est une commune d'Espagne dans la communauté autonome de Castille-et-León, province de Burgos. Elle s'étend sur 30,54 km2 et comptait environ 1.414 habitants en 2011.